# ヨロンマラソン
ヨロンマラソンは、毎年3月に鹿児島県与論町で行われるマラソン大会である。「ヨロンマラソン実行委員会」が主催する。

## 概要
コースは日本陸上競技連盟公認。与論島の外周道路を走行する。与論町役場付近を起終点とし、フルマラソンは島を左回りにほぼ一周した後折り返し、右回りに一周する。ハーフマラソンは右回りに島を一周する。
制限時間はフルマラソン・リレーマラソンは7時間、ハーフマラソンは5時間となっている。定員は全競技合わせて1300人。
給水所には黒砂糖やサトウキビ、ヤギ汁等も用意され、ローカル色があふれる。
2013年と2020年から2022年は中止となった。